# Мессьє 30
Мессьє 30 (також відоме як M30 та NGC 7099) є кулястим скупченням в сузір'ї Козерога.

## Історія відкриття
Скупчення було відкрито Шарлем Мессьє 3 серпня 1764.

## Цікаві характеристики
M30 знаходиться на відстані приблизно 26000 світлових років від Землі.

## Спостереження

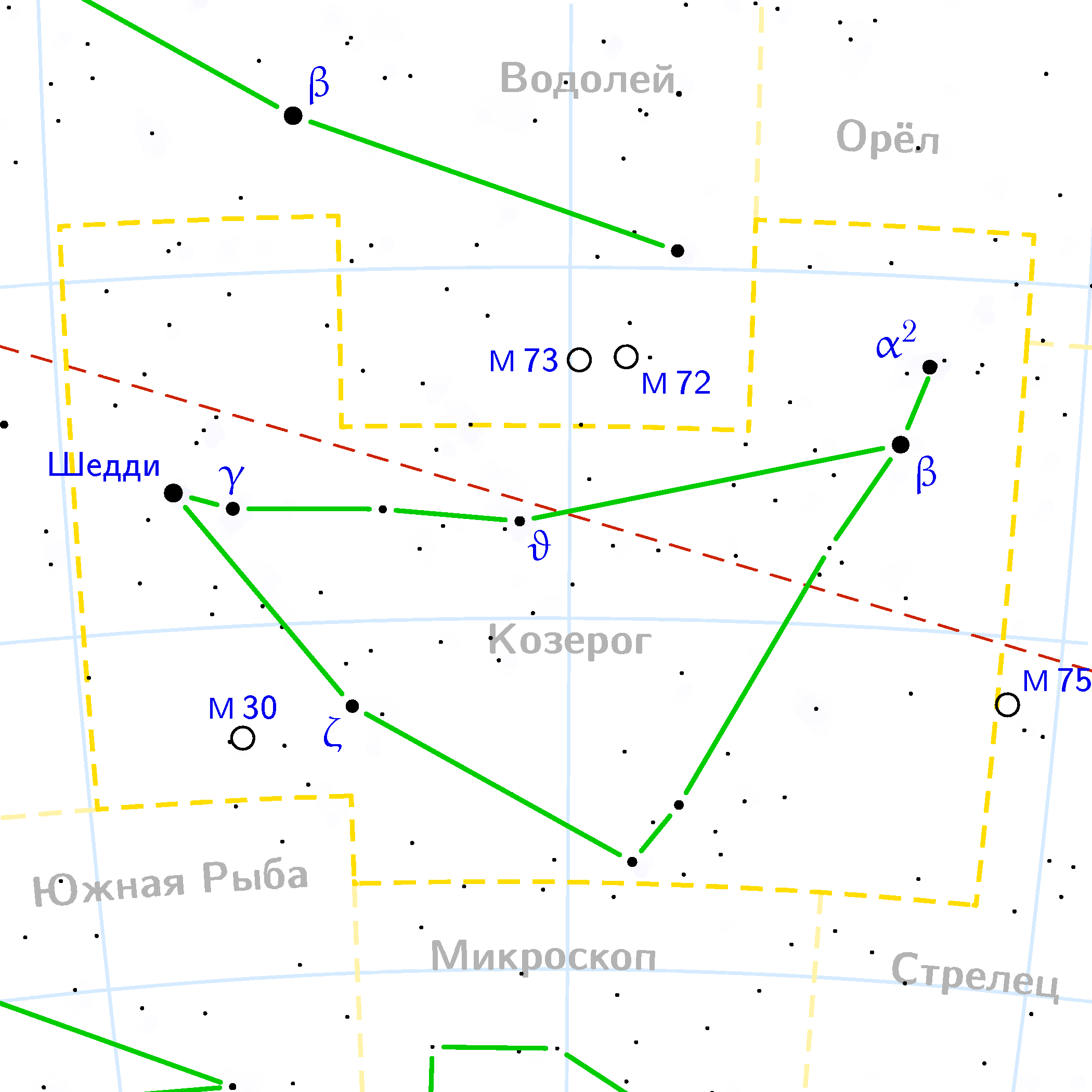
Кулясте скупчення M30 в сузір'ї Козерога

Це один з найпівденніших об'єктів каталогу Мессьє і тому він не часто потрапляє в поле зору любителів астрономії помірних широт північної півкулі Землі. Влітку на південному чорному небі це цікавий для спостережень об'єкт навіть для власника не самого апертурного телескопа. Скупчення лежить у східній частині сузір'я Козерога близько зорі 5-ї величини 41 Cap. Помірно концентрований, круглий за формою, на західній периферії гало зірка 8-ї величини, по південній частині — ланцюжок з 4-5 зірок. Початок розділення на зірки при апертурі телескопа від 250 мм і відповідному збільшенні.

### Сусіди по небу з каталогу Мессьє
- M72 і M73 — (на північному заході, у Водолії) неяскраве кулясте скупчення і астеризм з трьох зірок;
- M2 — (на північ, у Водолії) досить яскраве кулясте скупчення;

Забравшись так далеко на південь, варто витратити час для спостереження «Равлики» (або NGC 7293) — великої і помірно яскравої кільцеподібної планетарної туманності. Вона лежить в десятці градусів на схід від М30.

### Послідовність спостереження в «Марафоні Мессьє»
… М2 → М55 →М30 це останній об'єкт «Марафону Мессьє»!

## Навігатори
Координати:  21г 40м 22.03с, −23° 10′ 44.6″